# إيغون لارسن
إيغون لارسن (بالألمانية: Egon Larsen)‏ هو صحفي ألماني، ولد في 13 يوليو 1904 في ميونخ في ألمانيا، وتوفي في 17 أكتوبر 1990 في لندن في المملكة المتحدة.